# آکاندولیپان
آکاندولیپان (به انگلیسی: Acantholipan) نام یک سرده از تیره (زیست‌شناسی) برجسته خزندگان است. بقایای کشف شده این دایناسور متعلق به اشکوب کنیاسین در کرتاسه پسین می‌باشد. از این موجود مهره کمر، مهره دم، یک تکه دنده، چند استخوان پوستی، استخوان ران و استخوان بازو یافت شده‌است. گونه خاص این جانور Acantholipan gonzalezi نام دارد.